# 忠誠路

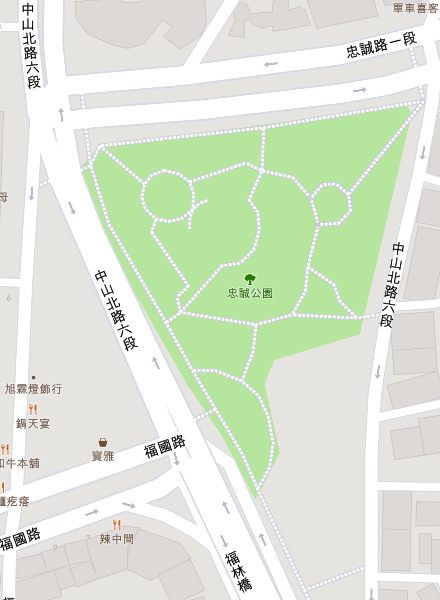
忠誠公園東西兩側之中山北路六段與忠誠路一段之交會情形

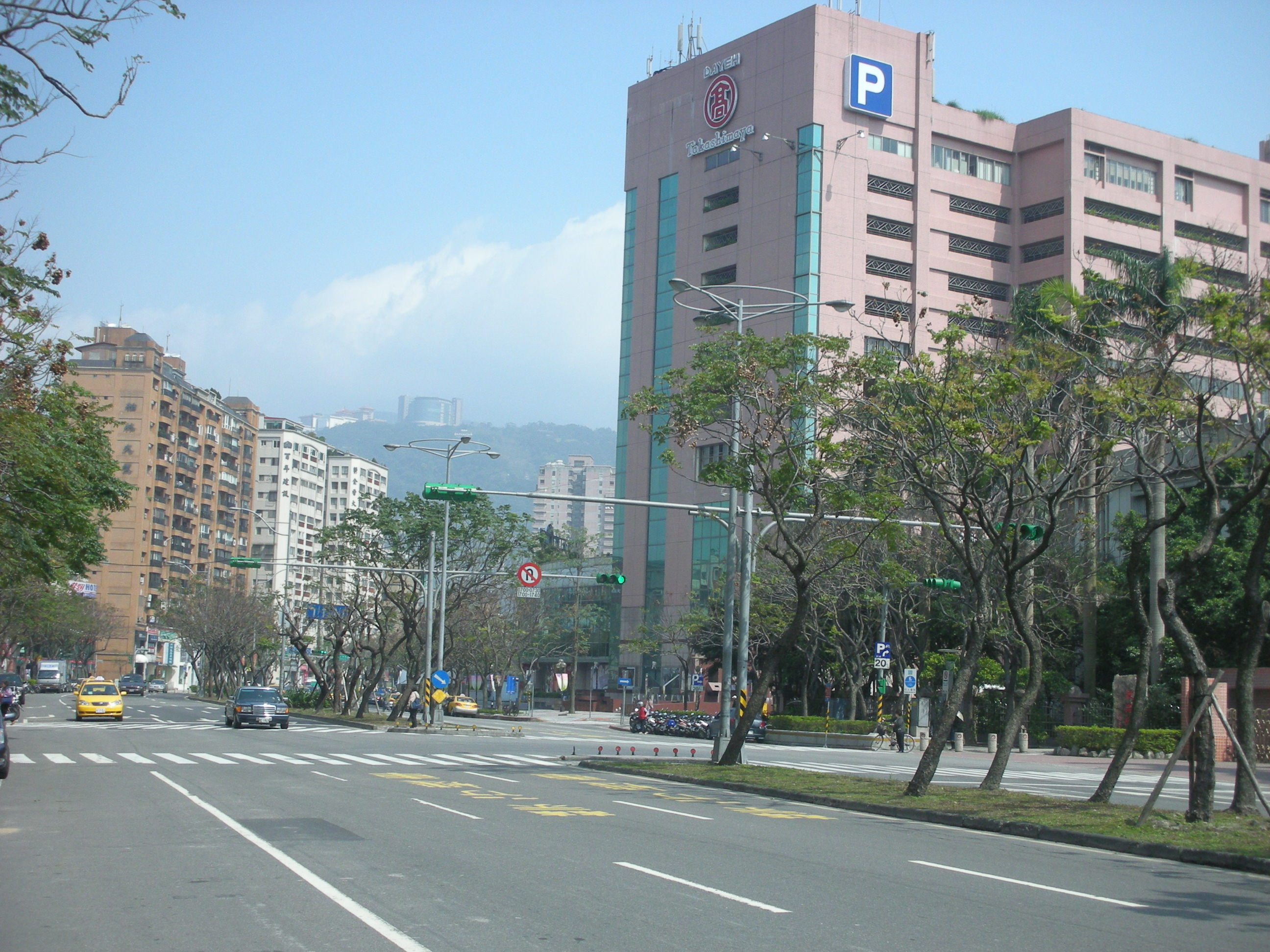

忠誠路，是臺灣臺北市士林區的一條東北－西南向道路。原稱中十路，於1979年3月至9月拓寬為45公尺，1982年8月5日改為現名。。西起中山北路六段，向東北方延伸至天母東路為止。以中央分隔島上種植的臺灣欒樹為主要特色，過去每年舉辦的社區活動「天母欒樹節」即由此命名。除德行東路口及天母東路口為商業區外，其餘部分為學校、公園及住宅區，但沿線亦不乏各式餐廳、商店、銀行等各項設施。忠誠路作為天母地區南北向幹道中山北路的替代道路，串聯天母東路、士東路、德行東路等天母東西向主要道路，為臺北市天母次分區主要道路之一。

## 分段
忠誠路共分為兩段。
- 忠誠路一段：西南於中山北路六段起，東北於德行東路與忠誠路二段銜接。
- 忠誠路二段：西南於德行東路與忠誠路一段銜接，東北抵天母東路與天母東路69巷相接。

## 里界
忠誠路為臺北市士林區天母、蘭雅、芝山岩次分區之主要道路，部分路段被當作里行政區的分界線使用。
| 西     | 忠 誠 路 | 東     |
| ------ | -------- | ------ |
| 天福里 | 忠 誠 路 | 三玉里 |
| 天祿里 | 忠 誠 路 | 三玉里 |
| 三玉里 | 忠 誠 路 | 三玉里 |
| 忠誠里 | 忠 誠 路 | 聖山里 |
| 忠誠里 | 忠 誠 路 | 名山里 |
| 北     | 忠 誠 路 | 南     |

## 沿線設施
（由東北至西南）

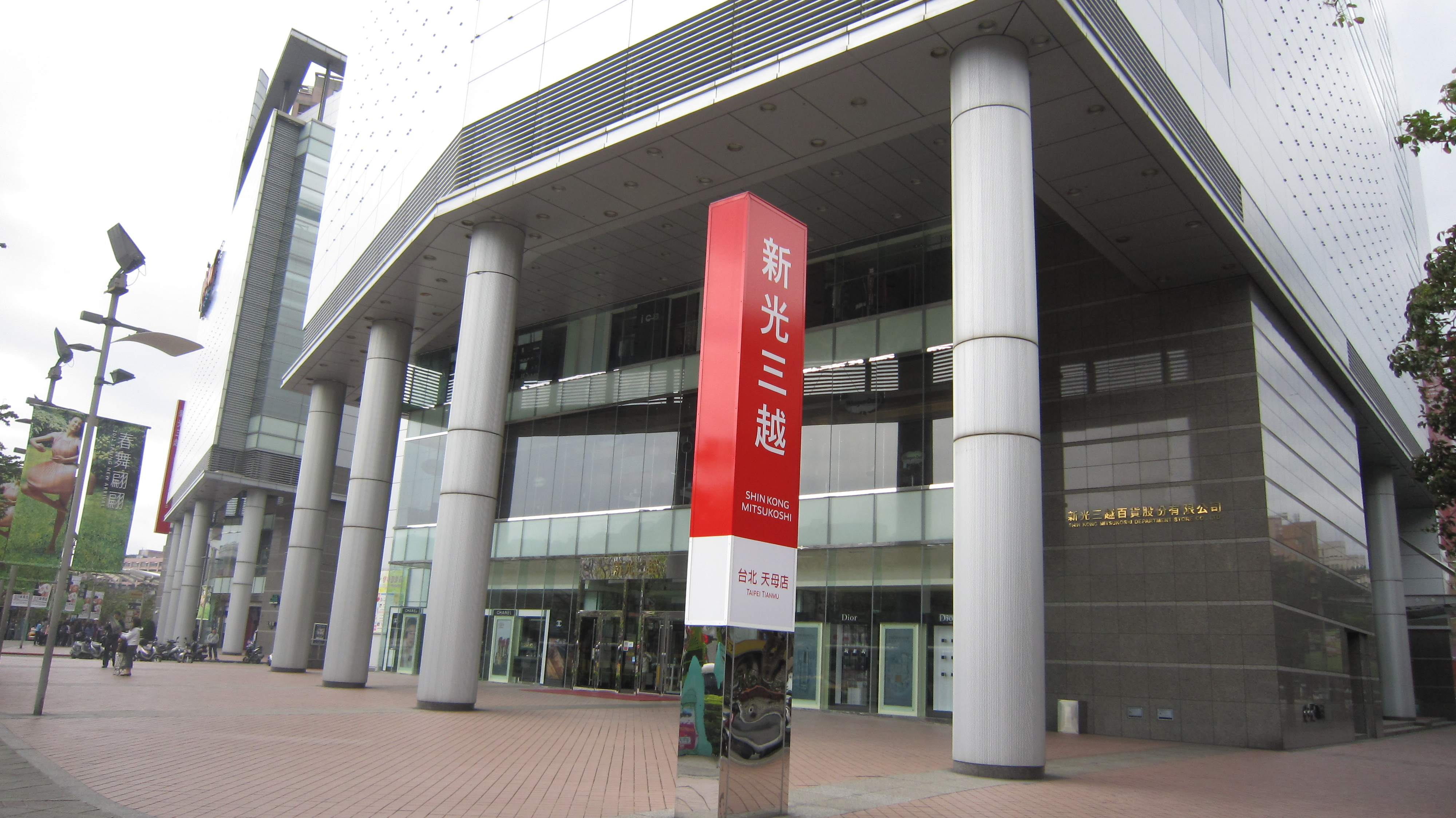
新光三越百貨天母店（華威影城）
- 永豐銀行天母分行
- 國泰世華銀行忠誠分行
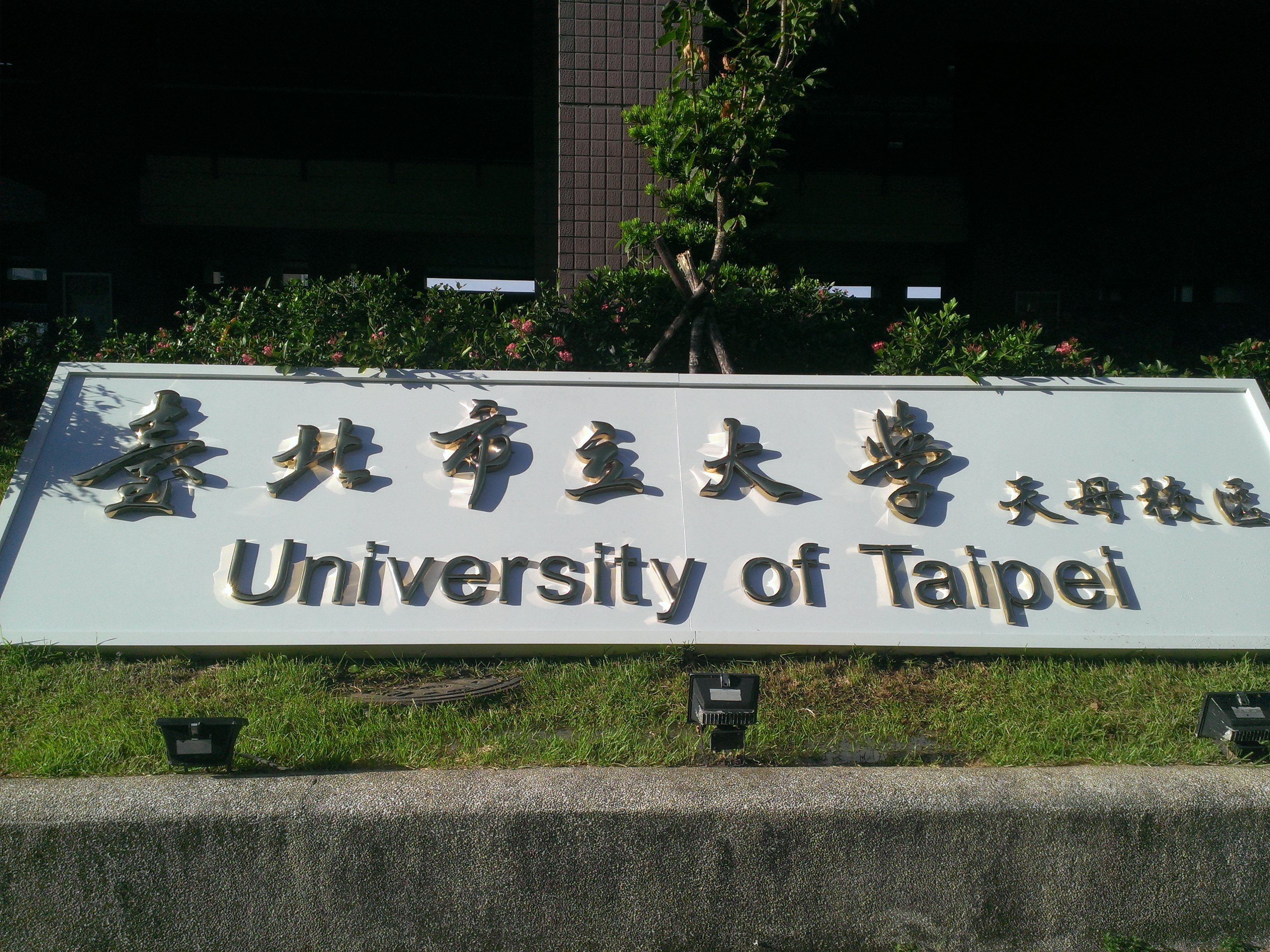
臺北市立啟明學校
- 臺北市立臺北特殊教育學校
- 新光天母傑仕堡大樓
- 臺北市立大學天母校區
- 誠品書店忠誠店（已歇業，一樓有部分改為家樂福超市便利購忠誠店）
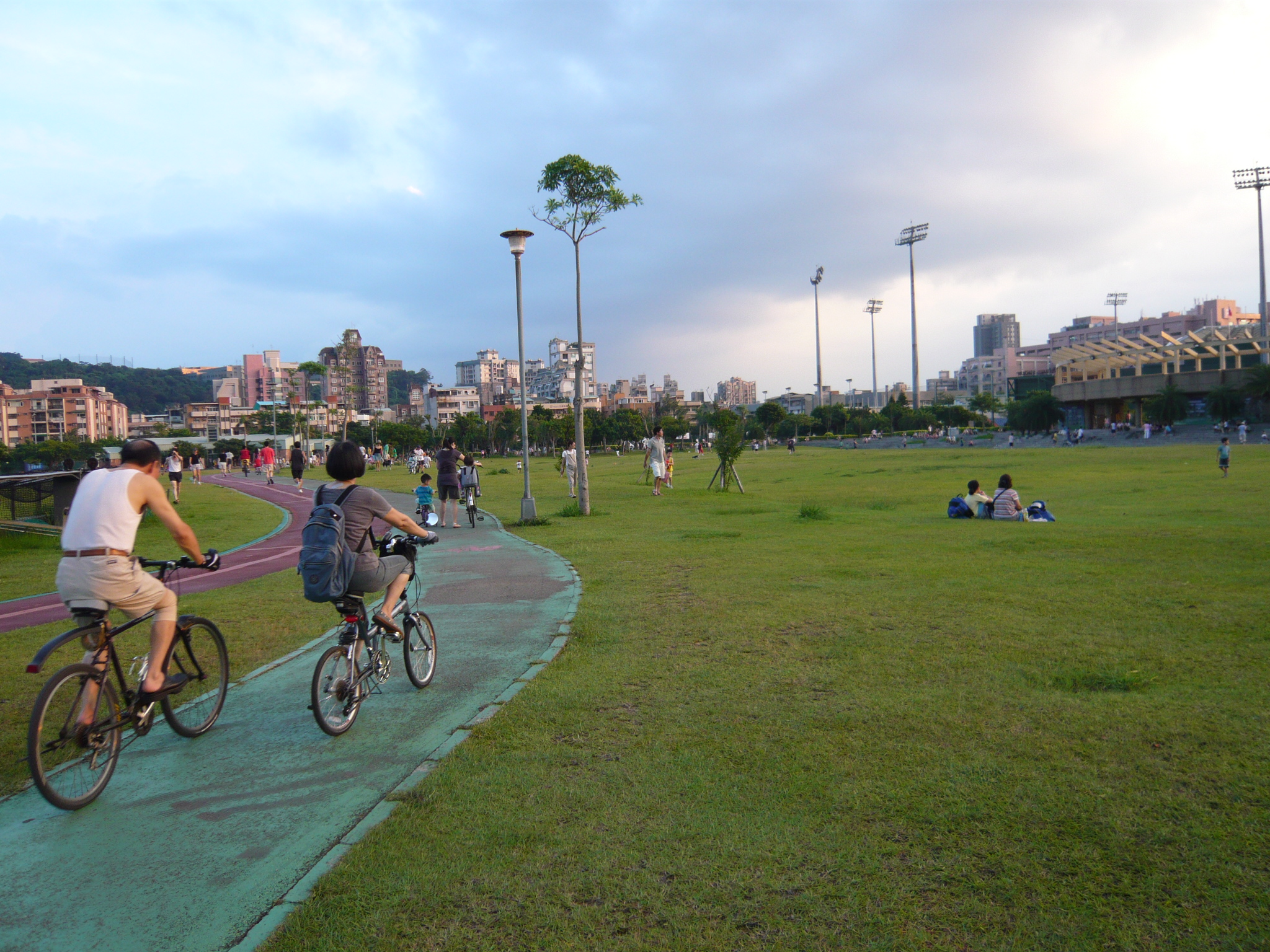
天母運動公園
- 土地銀行天母分行
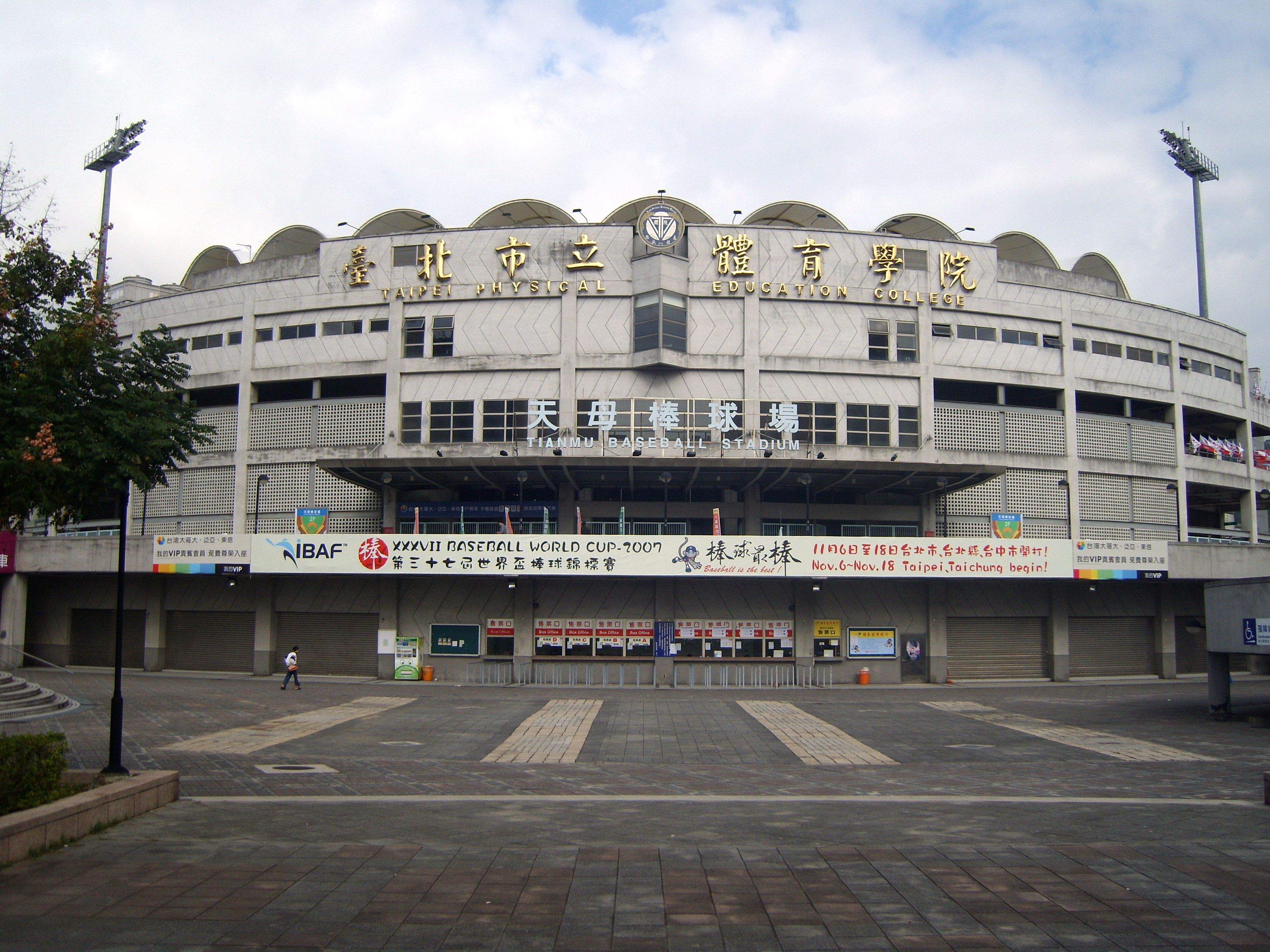
天母棒球場
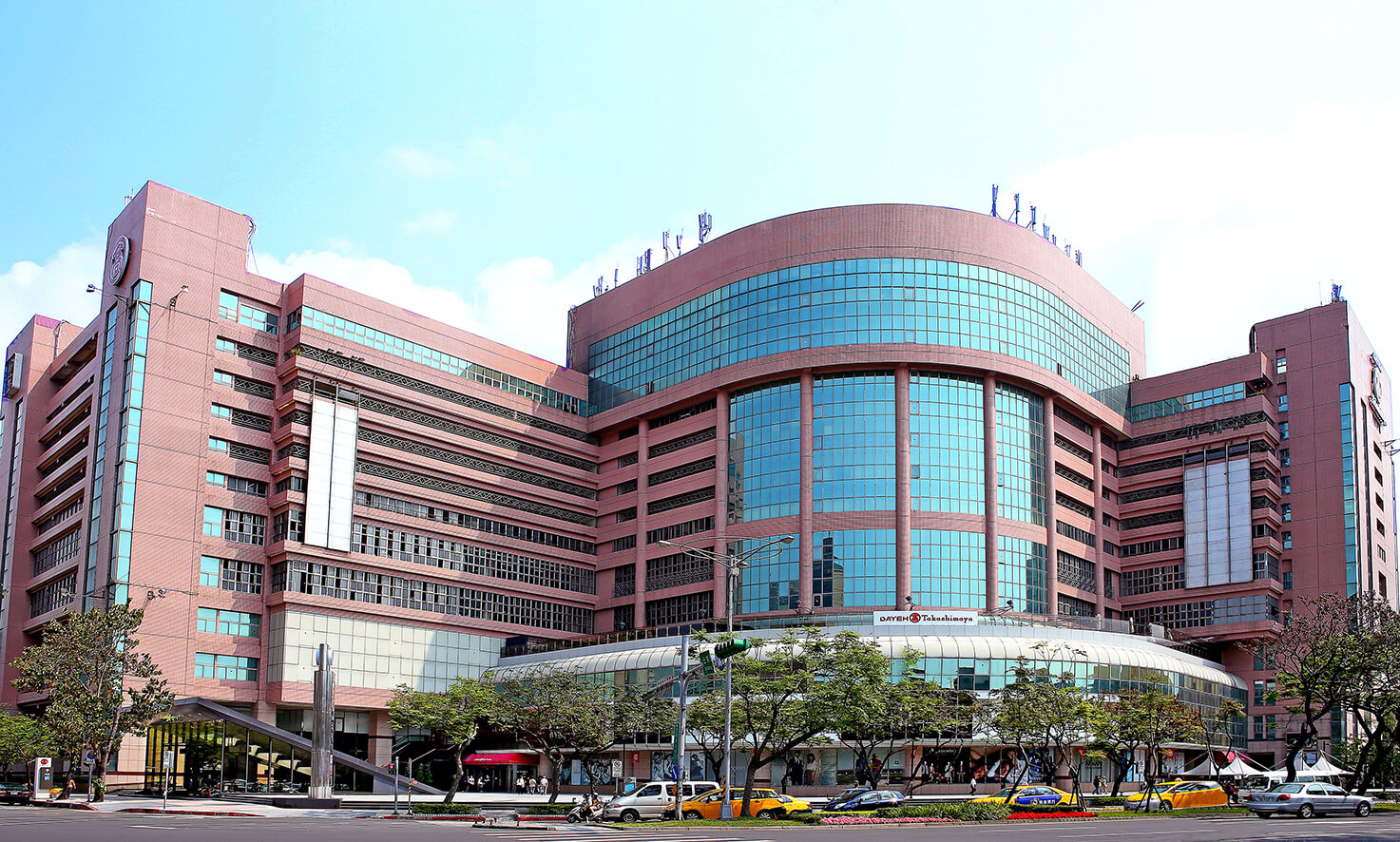
天母老字號的百貨公司──大葉高島屋

- 大葉高島屋
- 蘭雅國中
- 渣打銀行天母分行
- 雨農國小
- 華南銀行天母分行
- 玉山銀行天母分行
- 第一銀行天母分行
- 中華郵政士林蘭雅郵局
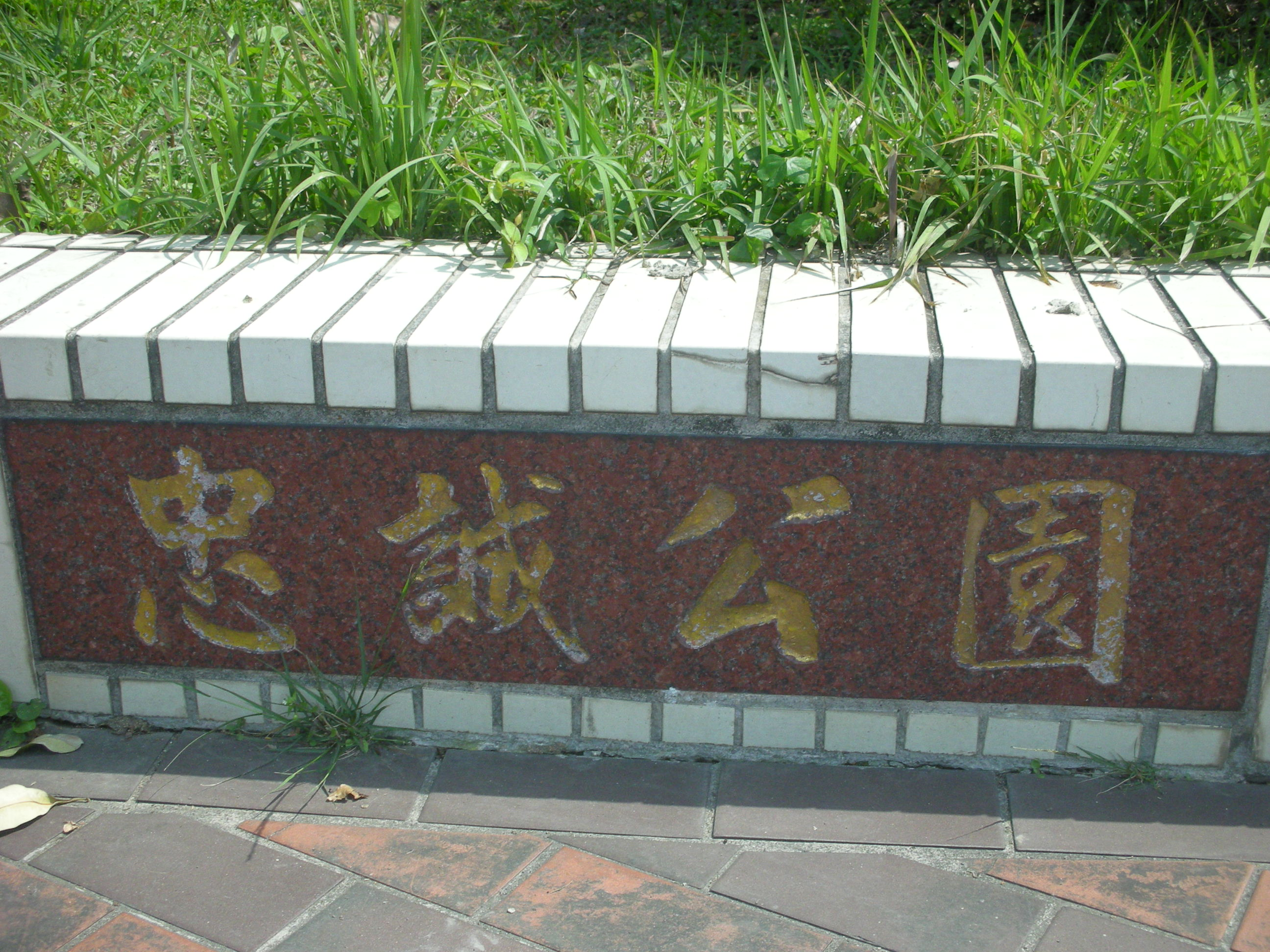
元大銀行忠誠分行
- 安泰銀行天母分行
- 忠誠公園

- 內有華威影城的新光三越天母店
- 臺北市立大學天母校區
- 天母運動公園
- 天母棒球場
- 天母老字號的百貨公司──大葉高島屋
- 忠誠公園

## 交通
| 編號       | 路線起迄                 | 本路段公車站牌                                                     |
| ---------- | ------------------------ | ------------------------------------------------------------------ |
| 敦化幹線   | 麟光新村－榮總           | 啟智學校－天母棒球場(忠誠)－蘭雅國中－蘭雅新城－雨農國小－忠誠公園 |
| 203        | 汐止社后－天母             | 啟智學校－天母棒球場(忠誠)－蘭雅國中－蘭雅新城－雨農國小－忠誠公園 |
| 268        | 大直－天母               | 啟智學校－天母棒球場(忠誠)－蘭雅國中－蘭雅新城                     |
| 279        | 天母－內湖焚化廠         | 啟智學校－天母棒球場(忠誠)－蘭雅國中－蘭雅新城－雨農國小－忠誠公園 |
| 602        | 天母－北投               | 啟智學校－天母棒球場(忠誠)－蘭雅國中                               |
| 606        | 萬芳社區－榮總           | 啟智學校－天母棒球場(忠誠)－蘭雅國中－蘭雅新城－雨農國小－忠誠公園 |
| 616        | 泰山－天母               | 啟智學校－天母棒球場(忠誠)－蘭雅國中                               |
| 645        | 舊莊－捷運石牌站         | 啟智學校－天母棒球場(忠誠)－蘭雅國中－蘭雅新城                     |
| 645副      | 中華科技大學－捷運石牌站 | 啟智學校－天母棒球場(忠誠)－蘭雅國中－蘭雅新城                     |
| 685        | 麟光新村－天母           | 啟智學校－天母棒球場(忠誠)－蘭雅國中、雨農國小－忠誠公園           |
| 紅12       | 天文科學館－捷運石牌站   | 啟智學校－天母棒球場(忠誠)－蘭雅國中－蘭雅新城－雨農國小－忠誠公園 |
| 紅15       | 天母－社子               | 雨農國小－忠誠公園                                                 |
| 市民小巴16 | 天母－捷運芝山站         | 啟智學校－天母棒球場(忠誠)－蘭雅國中－蘭雅新城－雨農國小－忠誠公園 |